# Mendelevium
Mendelevium is een scheikundig element met symbool Md en atoomnummer 101. Het is een vermoedelijk grijs of zilverkleurig actinoïde.

## Ontdekking
In 1955 is mendelevium voor het eerst gesynthetiseerd door Albert Ghiorso, Glenn Seaborg, Bernard Harvey en Greg Choppin. Zij produceerden 256Md door 253Es in een cyclotron te bombarderen met alfadeeltjes.
Het element is genoemd naar de Russische scheikundige Dmitri Mendelejev.

## Toepassingen
Er zijn geen toepassingen van mendelevium bekend.

## Opmerkelijke eigenschappen
Onderzoek heeft aangetoond dat mendelevium naast de voor actinoïden gebruikelijke 3+ oxdatietoestand, ook stabiele 2+ toestand kent.

## Verschijning
Van nature komt mendelevium op aarde niet voor. Het kan in kleine hoeveelheden worden geproduceerd in nucleaire installaties door lichtere kernen zoals uranium of plutonium te bombarderen met neutronen.

## Isotopen
| Stabielste isotopen | Stabielste isotopen | Stabielste isotopen | Stabielste isotopen | Stabielste isotopen | Stabielste isotopen |
| Iso                 | RA (%)              | Halveringstijd      | VV                  | VE (MeV)            | VP                  |
| ------------------- | ------------------- | ------------------- | ------------------- | ------------------- | ------------------- |
| 258Md               | syn                 | 51,5 d              | EV                  | 1,230               | 258Fm               |
| 260Md               | syn                 | 27,8 d              | EV                  | 1,81                | 256Es               |

Er zijn vijftien isotopen van mendelevium bekend. De stabielste is 258Md met een halveringstijd van 51,5 dagen. 260Md en 257Md hebben een halveringstijd van respectievelijk 27,8 dagen en 5,52 uur. De overige isotopen hebben halveringstijden van minder dan 100 minuten.

## Toxicologie en veiligheid
Over de toxicologie van mendelevium is niets bekend.